# ビリー・バーティ

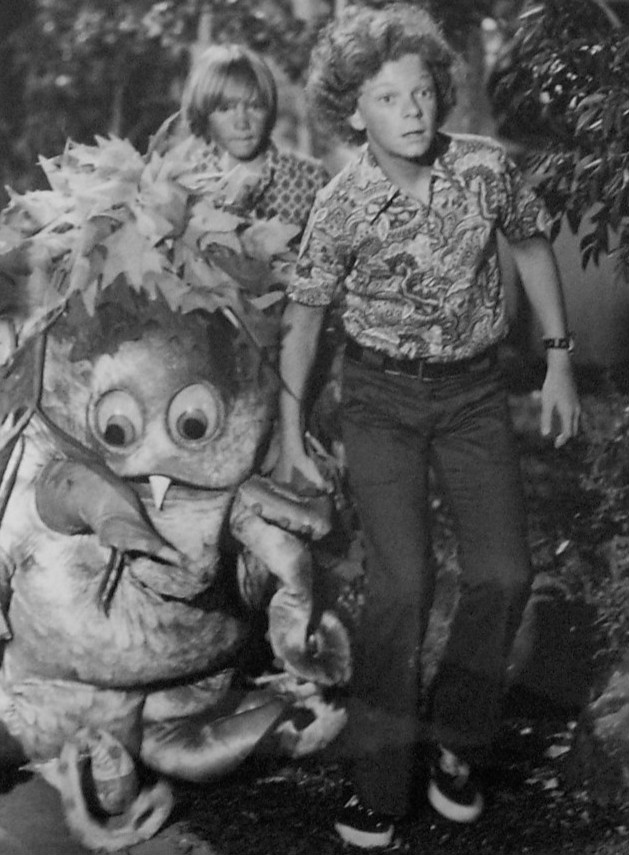
ビリー・バーティ

ビリー・バーティ（Billy Barty, 1924年10月25日 - 2000年12月23日）はアメリカ合衆国の映画俳優。20世紀における著名な小人症の人物の1人。ペンシルベニア州ミルズボロ生まれ、イタリア系アメリカ人。

## 経歴
1920年代から短篇サイレント映画のミッキー・マグガイア・シリーズでギャングの一味を演じて俳優活動をスタートさせる。1933年の映画『ゴールド・ディガース』では当時9歳だったバーティが、乳母車から逃げ出す赤ちゃんを演じた。低い身長を生かした端役やコミカルな役につくことが多かったが、『W.C. Fields and Me』（1976年）、『ファール・プレイ』（1978年）、『指輪物語』（1978年）、『ナイト・パトロール』（1984年）、『レジェンド / 光と闇の伝説』（1985年）、『マスターズ 超空の覇者』（1987年）、『ウィロー』（1988年）、『パロディ放送局 UHF』（1989年）、『メル･ブルックス 逆転人生』（1994年）、『笑撃生放送! ラジオ殺人事件』（1994年）などの作品では助演級の役どころをつとめ、出演作品の制作には限りない熱意を注ぐことで知られていた。その他にはフロリダ州オーランドにあるテーマパーク「エプコット」のアトラクションに登場するキャラクター、フィグメントの声を1998年まで担当した。
また小人症の人権向上を支援する活動家でもあり、活動の一助とするため非営利団体「リトル・ピープル・オブ・アメリカ」を1957年に設立している。しかし、同じく小人症の俳優だったエルヴェ・ヴィルシェーズ(Hervé Villechaize)が、小人症は俳優でなく見せ物の小人だと主張することにはひどく失望していた。
1962年にシャーリー・ボリングブルックと結婚。2人の子供をもうけ、ローリ・ニールソンはテレビおよび映画のプロデューサー、ブレイデン・バーティは映像監督についている。